# Вернігоров Віталій Петрович
Віталій Петрович Вернігоров (9 вересня 1948, Київ — 25 квітня 2018, Рим) — український вчений, геолог. Учасник першої української антарктичної експедиції..

## Життєпис
Вернігоров почав свій дослідницький шлях у морських експедиціях 1980-х років. Працював в Атлантиці та Індійському океані, ходив у навколосвітнє плавання. Був учасником легендарної першої Української антарктичної експедиції, потім багато разів зимував в Антарктиді і брав участь у сезонних дослідженнях. Він працював геоморфологом — співробітником Інституту геології НАН України, проводив різноманітні геолого-геофізичні дослідження. 22 березня 2018 року приєднався до 23-ї сезонної експедиції, яка вирушила на станцію Академік Вернадський.
25 квітня 2018 року, повертаючись через Рим до Києва, помер від серцевого нападу.